# Satelita astronomiczny
Satelita astronomiczny – satelita z wyposażeniem przeznaczonym przede wszystkim do prowadzenia obserwacji astronomicznych, zwykle takich, których nie można przeprowadzać na Ziemi, lub ich przeprowadzenie jest utrudnione przez obecność atmosfery ziemskiej.
Przykładami takich czynności są badania obejmujące mierzenie promieniowania gamma, ultrafioletowego, rentgenowskiego, oraz podczerwonego. Najbardziej znanym satelitą astronomicznym jest Kosmiczny Teleskop Hubble’a.